# Matthieu Basarab
 (mars 2020).
Si vous disposez d'ouvrages ou d'articles de référence ou si vous connaissez des sites web de qualité traitant du thème abordé ici, merci de compléter l'article en donnant les références utiles à sa vérifiabilité et en les liant à la section « Notes et références ».
Pour les articles homonymes, voir Basarab.
Matthieu Basarab (en roumain : Matei Basarab) est le prince de Valachie de 1632 à 1654, année de sa mort.

## Biographie
Petit-fils de Vislan din Caracal et de Maria din Brancoveni, fils de Danciul din Brancoveni et de Stanca Jupanita de Hotarani, Matei Ier Basarab appartient à la famille des boyards de « Craiovescu » et en tant qu'arrière-petit-neveu du prince Neagoe Basarab V, il revendique le nom princier des Basarab.
Nommé postelnic en 1598, il participe aux combats aux côtés de Michel Ier le Brave (Mihai Viteazul ). Prétendant au trône dès 1630, il est finalement élu par les boyards et confirmé par la Sublime Porte en 1632. Son long règne de 22 ans sera une période de prospérité et de développement culturel pour la Valachie. Sous l'impulsion du prince, la langue valaque sera introduite dans la liturgie religieuse en concurrence avec le vieux slave, il crée la première imprimerie du pays ainsi qu'une école gréco-latine à Târgoviște en 1652.
Il doit néanmoins faire face aux ambitions de son voisin le prince de Moldavie, Basil Lupu, qui attaqua la Valachie à plusieurs reprises mais qui est vaincu.
Matthieu avait épousé Maria la fille aînée du prince Radu X Șerban dont il n'eut pas d'héritier. Il mourut de maladie le 19 avril 1654 et fut inhumé dans le monastère d'Arnota près de Costești qu'il avait fondé.